# Kloten
Kloten este o comună în cantonul Zürich, Elveția. Se află lângă Glatt[*], la o altitudine de 447 m deasupra nivelului mării. Are o suprafață de 19,28 km² și 19,27 km². Populația este de 19.362 locuitori, determinată în 2017.